# 刘崇兴
劉崇兴（?—?），十国南漢宗室，中宗刘晟的第五子，后主刘鋹之弟。
南漢中宗刘晟有5子，劉崇兴为第五子。生母不詳。原为定王。乾和十一年（953年），被父亲封为梅王。史书没有记载他的下场。他的大哥刘鋹即位为皇帝，二哥刘璇兴被刘鋹杀死，四哥刘保兴和刘鋹一起投降宋朝。